# Roller Coaster Corporation of America
Pour les articles homonymes, voir RCCA.
Roller Coaster Corporation of America (RCCA) est une entreprise américaine spécialisée dans la construction de montagnes russes en bois.

## Histoire
L'entreprise fut établie en 1979 par Marvin M. Black et ses fils Michael et Stephen.

## Réalisations
| Nom de l'attraction | Parc                   | Pays       | Année d'ouverture |
| ------------------- | ---------------------- | ---------- | ----------------- |
| Bandit              | Movie Park Germany     | Allemagne  | 1999              |
| Coaster-Express     | Parque Warner Madrid   | Espagne    | 2002              |
| Magnus Colossus     | Terra Mítica           | Espagne    | 2000              |
| Montezum            | Hopi Hari              | Brésil     | 1999              |
| Pegasus             | Efteling               | Pays-Bas   | 1991              |
| Iron Rattler        | Six Flags Fiesta Texas | États-Unis | 1992              |
| Son of Beast        | Kings Island           | États-Unis | 2000              |
| White Canyon        | Yomiuri Land           | Japon      | 1994              |